# Berkeley (Missouri)
Berkeley ist eine Stadt mit dem Status „City“ im St. Louis County im US-Bundesstaat Missouri. Das U.S. Census Bureau hat bei der Volkszählung 2020 eine Einwohnerzahl von 8.228 ermittelt.

## Geographie
Die Koordinaten von Berkeley liegen bei 38°44'32" nördlicher Breite und 90°20'0" westlicher Länge.
Nach Angaben der United States Census 2010 erstreckt sich das Stadtgebiet von Berkeley über eine Fläche von 12,87 Quadratkilometer (4,97 sq mi).

## Bevölkerung
Nach der United States Census 2010 lebten in Berkeley 8978 Menschen verteilt auf 3275 Haushalte und 2310 Familien. Die Bevölkerungsdichte betrug 697,6 Einwohner pro Quadratkilometer (1806,4/sq mi).
Die Bevölkerung setzte sich 2010 aus 14,3 % Weißen, 81,8 % Afroamerikanern, 0,4 % Asiaten, 0,2 % amerikanischen Ureinwohnern, 1,7 % aus anderen ethnischen Gruppen und 1,7 % stammten von zwei oder mehr Ethnien ab.
In 42,3 % der Haushalten lebten Personen unter 18 Jahre und in 8,3 % Menschen die 65 Jahre oder älter waren. Das Durchschnittsalter betrug 32,3 Jahre und 44,9 % der Einwohner waren Männlich.

## Belege
1. ↑  Explore Census Data Total Population in Berkeley city, Missouri. Abgerufen am 2. Februar 2023.
2. ↑   United States Census
3. ↑   American Fact Finder